# Retrodonazione π
La retrodonazione π è un tipo di legame chimico nel quale gli elettroni di un orbitale atomico passano negli orbitali antileganti π* di un altro atomo o ligando. Questo legame è particolarmente comune in chimica inorganica, essendo riscontrato in complessi e composti metallorganici dei metalli di transizione con ligandi quali il monossido di carbonio, lo ione cianuro, l'etilene o il catione nitrosonio. In pratica l'effetto della retrodonazione π rende più forte il legame agendo nel seguente modo: mentre il ligando stabilisce il legame di coordinazione mettendo a disposizione i propri elettroni, da parte loro l'atomo o gli ioni legati mettono a disposizione parte dei propri elettroni per riempire gli orbitali antileganti π* (che sono disposti a livelli energetici non proibitivi) dei ligandi. Quindi si può immaginare l'instaurarsi del legame complessivo come una combinazione di donazione di elettroni da una base di Lewis a cui fa seguito una retrodonazione elettronica da parte della specie che funge da acido di Lewis. In questo modo il metallo allevia anche il suo eccesso di carica negativa.
Gli elettroni implicati nella retrodonazione derivano dagli orbitali d del metallo e una volta che si dispongono nell'orbitale molecolare antilegante del ligando danno conseguentemente luogo a una diminuzione dell'ordine di legame di quest'ultimo. Quindi la retrodonazione π può essere dimostrata sperimentalmente osservando la diminuzione della frequenza vibrazionale del legame, tramite l'utilizzo della spettroscopia IR. In ultima analisi, sebbene l'ordine di legame relativamente alla specie legante diminuisce, il legame metallo-ligando viene invece rafforzato con aumento dell'ordine di legame.